# Aridificación

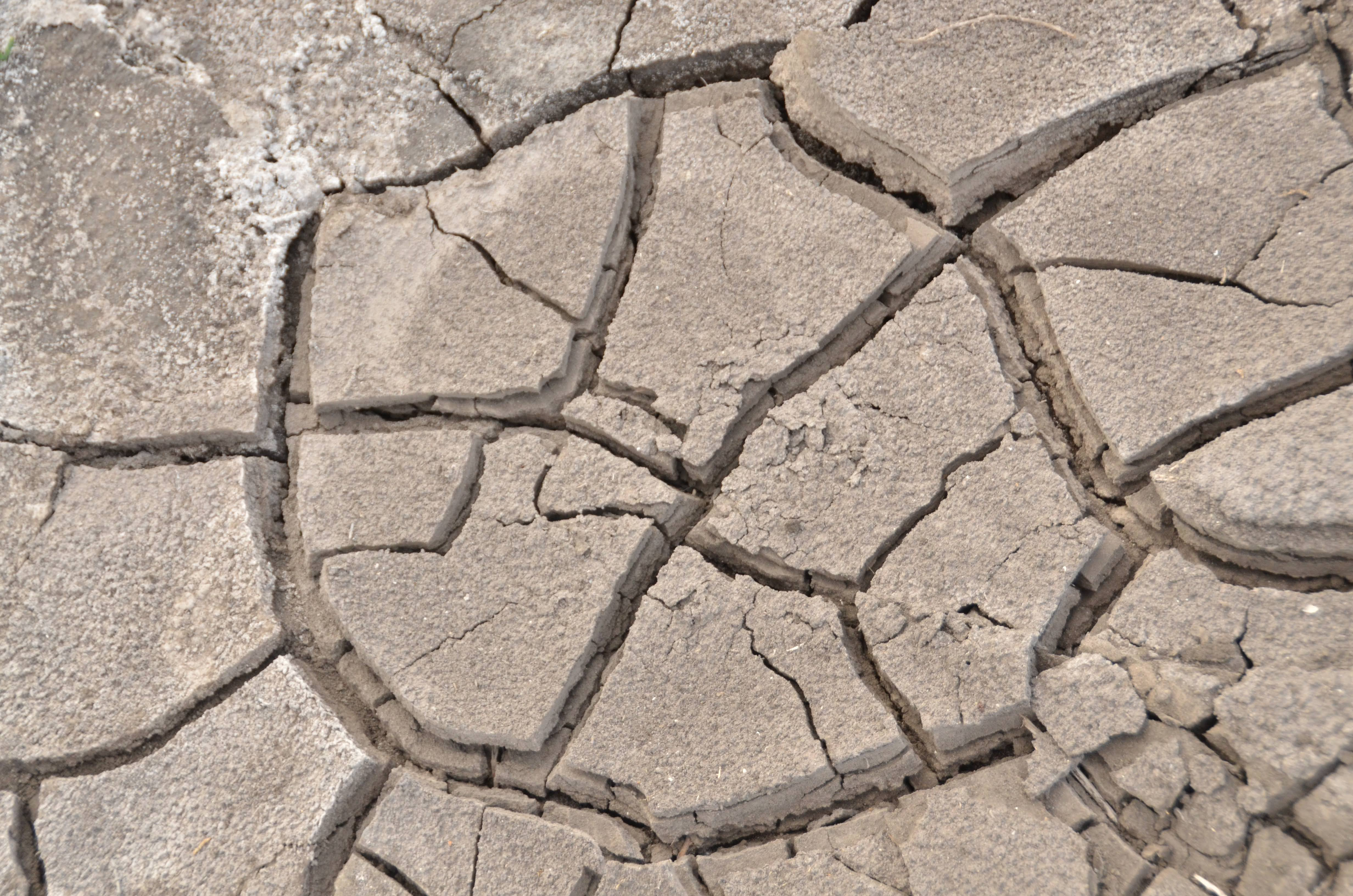
Tierra erosionada por una inundación

La aridificación es el proceso de una región que se vuelve cada vez más árida o seca. Se refiere al cambio a largo plazo, más que a la variación estacional.
A menudo se mide como la reducción del contenido medio de humedad del suelo. Puede ser causada por medios naturales o antropogénicos como el cambio climático, la reducción de las precipitaciones, el aumento de la evaporación, la disminución de los niveles freáticos o los cambios en la cobertura del suelo. Sus principales consecuencias incluyen la reducción de la producción agrícola, la degradación del suelo, los cambios en los ecosistemas y la disminución de la escorrentía de la captación de agua.